# Nadan Vidošević
Nadan Vidošević (Split, 30. siječnja 1960.), hrvatski političar i predsjednik Hajduka od 1992. do 1996. godine

## Životopis
Polazio je osnovnu školu "Zlata Šegvić", a od 5. razreda školu "Bratstvo i jedinstvo" u Splitu. Nakon toga je upisao klasičnu gimnaziju "Natko Nodilo". Bavio se i športom i to u plivačkom klubu Mornar, a potom i vaterpolskom klubu Jadran iz Splita. Paralelno s vaterpolom bavio se veslanjem, košarkom i ronjenjem. 
Na Hrvatskim predsjedničkim izborima 2009. – 2010. kao nezavisan kandidat dobio je 11,33 posto glasova, plasiravši se iza Ive Josipovića, Milana Bandića i Andrije Hebranga.
U prosincu 2021. osuđen je na osam godina zatvora i vraćanje pokradenih 35,5 milijuna kuna HGK.

## Karijera
Godine 1984. završio je studij ekonomije na Ekonomskom fakultetu Sveučilišta u Splitu. Karijeru je započeo kao referent u tvrtki Dalmacijacement gdje 1990. godine preuzima funkciju generalnog direktora i to u trenutku kada je u proglašen stečaj tvrtke. 
Godine 1993. imenovan je županom Splitsko-dalmatinskim, a zatim i HDZ-ovim zastupnikom Splitsko-dalmatinske županije u Županijskom domu Hrvatskog sabora, da bi iste godine postao i najmlađi ministar gospodarstva u ratnoj Vladi Nikice Valentića.
Godine 1995. dolazi na čelo Hrvatske gospodarske komore i počinje obnašati funkciju predsjednika Uprave Kraš d.d.
U tijeku svoje karijere obnašao je i funkciju predsjednika nogometnog kluba Hajduk koji je za njegova mandata osvojio devet od mogućih dvanaest nacionalnih trofeja i plasirao u četvrtfinale Lige prvaka kao 5. najbolji klub u Europi te sezone. U razdoblju 1995. – 1996. bio je i na čelu Hrvatskog nogometnog saveza.

### Istraga USKOK-a i uhićenje
Policija je Nadana Vidoševića privela i počela ispitivati 12. studenoga 2013. godine, jer ga u nastavku istrage o aferi Remorker tereti da je zajedno s pročelnicom svog ureda Zdenkom Peternel i njenim pomagačem Davorom Komeričkim sudjelovao u izvlačenju oko 32,9 milijuna kuna iz HGK u razdoblju između 2005. i 2010. preko tvrtke Igora Premilovca Remorker, po kojoj je afera i dobila ime.
Dana 13. studenoga 2013. godine USKOK je donio nalog o pokretanju istrage protiv Vidoševića i još četvero djelatnika Hrvatske gospodarske komore zbog osnovane sumnje na počinjenje kaznenih djela zlouporabe položaja i ovlasti, pomaganja u zlouporabi položaja i ovlasti te krivotvorenja službene isprave. Sumnja se da su Vidošević i drugi osumnjičeni stekli protupravnu imovinsku korist od oko 35 milijuna kuna na štetu HGK. Nadan Vidošević je uhićen i određen mu je jednomjesečni istražni zatvor u cilju sprječavanja mogućeg utjecaja na svjedoke.
Nakon pet mjeseci provedenih u Remetincu, Nadan Vidošević je 12. travnja 2014. godine pušten na slobodu.
Dana 1. srpnja 2015. godine USKOK je podignuo optužnicu protiv Nadana Vidoševića i još osmero okrivljenika zbog počinjenja kaznenih djela udruživanja za počinjenje kaznenih dijela, zlouporabe položaja i ovlasti te pomaganja u zlouporabi položaja i ovlasti.

### Kronologija
| 2005. do danas | predsjednik Uprave «Kraš» d.d. |
| 1995. – 2013.  | predsjednik, Hrvatska gospodarska komora |
| 1993. – 1995.  | ministar, Ministarstvo gospodarstva u Vladi RH |
| 1993.          | HDZ-ov zastupnik Splitsko-dalmatinske županije u Županijskom domu Sabora, predsjednik odbora za lokalnu samoupravu, gospodarstvo i financije Županijskog doma Sabora |
| 1993. – 1994.  | župan, Splitsko – dalmatinska županija |
| 1990. – 1993.  | generalni direktor, Dalmacijacement, K. Sućurac |
| 1989. – 1990.  | pomoćnik direktora za ekonomsko-financijske poslove, Tvornica cementa “Partizan” - Dalmacijacement, K. Sućurac                                                       |
| 1986. – 1989.  | šef knjigovodstva, Tvornica cementa “Prvoborac” – Dalmacijacement, Sv. Kajo                                                                                          |
| 1984. – 1986.  | referent plana i analize, Tvornica salonita ”Antiša Vučičić” - Dalmacijacement, Vranjic                                                                              |

### Doprinos gospodarstvu i politici
U toku svog mandata, na čelu HGK radio je na širenju gospodarske suradnje u regiji i otvaranju stranih tržišta za hrvatske gospodarstvenike. Za doprinos u razvoju gospodarskih odnosa s Austrijom 2003. godine mu je dodijeljeno Veliko zlatno odličje Republike Austrije.
Njegovom inicijativom je 1997. godine započela akcija Kupujmo Hrvatsko – najveća promotivna aktivnost domaćih proizvoda i tvrtki s ciljem povećanja proizvodnje i zapošljavanja, a 2007. godine potaknuo je i akciju Be CROative kojom se u inozemstvu promoviraju hrvatski povijesni izumi i gospodarstvo u cjelini. 
Začetnik je i Centra za kvalitetu HGK te ideje o vizualnom označavanju domaćih proizvoda i usluga znakovima kvalitete  "Izvorno hrvatsko" i "Hrvatska kvaliteta" kao jamstva vrhunske kvalitete i izvornosti. Za vrijeme njegova mandata HGK je postala prva institucija koja je uvela sustav upravljanja kvalitetom ISO 9001:2000, a kako bi se malim i srednjim tvrtkama olakšalo uvođenje istog sustava, 2001. godine započet je projekt LUK (Lakše uvođenje upravljanja kvalitetom).
Potaknuo je otvaranje pet Predstavništva HGK i to u BiH, Crnoj Gori, Srbiji, na Kosovu te u Bruxellesu s ciljem lakše komunikacije hrvatskoga gospodarstva s birokracijom i poslovnim krugovima u susjednim zemljama. Predstavništvo u Bruxellesu ima posebnu ulogu obavljanja djelatnosti lobiranja među europskim parlamentarcima i radu na približavanju Hrvatske u EU.
Neki gospodarski potezi Nadana Vidoševića imali su i političku komponentu. Godine 1996. predvodio je gospodarsko izaslanstvo koje je zrakoplovom Croatia Airlinesa sletilo u Sarajevo i započelo otvarati tržište BiH koja je danas jedan od najvažnijih gospodarskih partnera Hrvatske. To je ujedno bio i civilni zrakoplov koji je nakon rata sletio u BiH. Predvodio je i gospodarska izaslanstva na Kosovo 1999. godine te u Beograd 2000. godine. Nadan Vidošević je bio veliki zagovornik ulaska Hrvatske u CEFT-u. 

### Odlikovanja
- 2006. - Priznanje Predsjedništva Bosne i Hercegovine poradi doprinosa i unaprijeđenja razvoja gospodarskih odnosa Hrvatske i Bosne i Hercegovine
- 2003. - Veliko zlatno odličje Republike Austrije za unapređivanje gospodarskih odnosa Austrije i Hrvatske
- 2001. - Belgijsko priznanje Reda visokog časnika za unapređivanje i poticanje inovatorstva
- 1995. - Red Danice hrvatske s likom Blaža Lorkovića, Red hrvatskog trolista, Spomenica Domovinskog rata
- 1994. - Najviše državno odlikovanje Republike Čile – Bernardo O’Higgins

## Društvene aktivnosti
- 1995. do 1996. - predsjednik, Hrvatski nogometni savez
- 1993. do 1995. - predsjednik, Udruženje klubova 1. hrvatske nogometne lige
- 1992. do 1996. - predsjednik, HNK Hajduk, Split

## Ocjene i kritike
Proces privatizacije Dalmacijacementa u medijima je prozvan aferom zbog dojma u javnosti da mu je sudjelovanje u istom priskrbilo financijsku korist. To je u cijelosti opovrgnuo tjednik Globus 25. veljače 1994. godine objavivši stenogram sastanka na kojemu se dogovarala prodaja Dalmacijacementa, a koji potvrđuje da se Nadan Vidošević protivio prodaji spomenute tvrtke.

## Osobni život
U braku je s Inom Vidošević s kojom ima troje djece.

## Vanjske poveznice

### Sestrinski projekti
|  | Zajednički poslužitelj ima još gradiva o temi Nadan Vidošević |

### Mrežna sjedišta
- Službene stranice Nadana Vidoševića  Arhivirana inačica izvorne stranice od 16. siječnja 2010. (Wayback Machine)